# 山野線
山野線（やまのせん）は、かつて熊本県水俣市の水俣駅から鹿児島県姶良郡湧水町（営業当時は栗野町）の栗野駅までを結んでいた、九州旅客鉄道（JR九州）の鉄道路線（地方交通線）である。国鉄再建法施行により1984年に第2次特定地方交通線に指定され、国鉄分割民営化後の1988年（昭和63年）2月1日をもって全線廃止となった。

## 路線データ
- 管轄（事業種別）：九州旅客鉄道（第一種鉄道事業者）
- 区間（営業キロ）：水俣 - 栗野 55.7km
- 軌間：1067mm
- 駅数：16（起終点駅含む）
- 複線区間：なし（全線単線）
- 電化区間：なし（全線非電化）
- 閉塞方式：タブレット閉塞式

## 歴史
山野線は、沿線にある鉱山の開発のため敷設された路線で、栗野 - 山野間が軽便鉄道法を準用し建設され、1921年に山野軽便線（やまのけいべんせん。1922年に山野線に改称）として開業した。水俣 - 山野間は改正鉄道敷設法別表第124号の予定線で、1934年に水俣 - 久木野間が山野西線（やまのさいせん）として開業、従来からの山野線は山野東線（やまのとうせん）と改称。1935年には山野東線が薩摩布計まで延長され、1937年には県境区間の久木野 - 薩摩布計間が開業し全通した。この時に、線名は再び山野線に戻った。
なお、久木野 - 薩摩布計間にはループ線（大川ループ）があったことで知られている。
直径300mほどの円形で、そばに「生活博物館るーぷ亭」が建っている。
廃止前年の1987年末から漫画が車体に描かれていたキハ52形気動車1両も、1988年1月31日の山野線最後の旅客営業日を迎えた。廃止に当たっては、沿線住民の半数が見送りに駆けつけたという。

### 山野軽便線→山野東線
- 1921年（大正10年）9月11日 栗野 - 山野間 (23.6km) を山野軽便線として開業[1]、湯之尾・菱刈・薩摩大口・山野の各駅を新設。
- 1922年（大正11年）9月2日 山野軽便線を山野線と改称[2]。
- 1934年（昭和9年）4月22日 山野西線開業により山野線を山野東線と改称。
- 1935年（昭和10年）12月20日 山野 - 薩摩布計間 (9.7km) を延伸開業、薩摩布計駅を新設、薩摩大口 - 山野間を改キロ (-0.2km)。

### 山野西線
- 1934年（昭和9年）4月22日 水俣 - 久木野間 (14.3km) を山野西線として開業、東水俣・肥後深川・深渡瀬・久木野の各駅を新設。

### 全通後（山野線）
- 1937年（昭和12年）12月12日 久木野 - 薩摩布計間 (8.3km) を延伸開業し、山野西線と山野東線を合わせて山野線とする[3]。
- 1938年（昭和13年）3月25日 西菱刈駅を新設。
- 1959年（昭和34年）11月23日 稲葉崎駅を新設。
- 1962年（昭和37年）2月15日 出水 - 宮崎間に準急「からくに」新設（1966年3月に急行格上げ）。
- 1963年（昭和38年）4月5日 前目駅を新設。
- 1965年（昭和40年）2月11日 郡山八幡駅を新設。
- 1972年（昭和47年）3月15日 急行「からくに」廃止、無名の快速に格下げ。
- 1984年（昭和59年）6月22日 第2次特定地方交通線として廃止承認。
- 1986年（昭和61年）11月1日 全線 (55.7km) の貨物営業を廃止。
- 1987年（昭和62年）4月1日 国鉄分割民営化に伴い、日本国有鉄道から九州旅客鉄道に承継。
- 1988年（昭和63年）2月1日 全線 (55.7km) を廃止し、南国交通と九州産交バスのバス路線に転換[3]。

## 運行形態
山野線廃止時のもの。
- 水俣 - 栗野間 下り6本、上り3本
- 水俣 - 薩摩大口間 下り昼1本、上り3本
- 水俣 - 久木野間 朝1往復
- 山野 - 栗野間 下り3本（朝2本、夕1本）、上り朝夕各1本
- 薩摩大口 - 栗野間 下り昼2本、上り4本
  - 山野発着列車は、休日は山野 - 薩摩大口間で区間運休していた。

急行「からくに」山野線内廃止時停車駅
- 水俣 - 久木野 - 山野 - 薩摩大口 - 菱刈 - 栗野

## 使用車両
- 国鉄キハ40系気動車 (2代)
- 国鉄キハ20系気動車
- 国鉄キハ45系気動車
- 国鉄C12形蒸気機関車
- 国鉄C56形蒸気機関車

## 駅一覧
接続路線の事業者名・駅の所在地は、山野線廃止時点のもの。
| 駅名       | 営業キロ | 営業キロ | 接続路線                                         | 所在地   | 所在地                           |
| 駅名       | 駅間     | 営業     | 接続路線                                         | 所在地   | 所在地                           |
| ---------- | -------- | -------- | ------------------------------------------------ | -------- | -------------------------------- |
| 水俣駅     | -        | 0.0      | 九州旅客鉄道：鹿児島本線（現・肥薩おれんじ鉄道） | 熊本県   | 水俣市                           |
| 東水俣駅   | 2.6      | 2.6      |                                                  | 熊本県   | 水俣市                           |
| 肥後深川駅 | 3.7      | 6.3      |                                                  | 熊本県   | 水俣市                           |
| 深渡瀬駅   | 1.6      | 7.9      |                                                  | 熊本県   | 水俣市                           |
| 久木野駅   | 6.4      | 14.3     |                                                  | 熊本県   | 水俣市                           |
| 薩摩布計駅 | 8.3      | 22.6     |                                                  | 鹿児島県 | 大口市（現・伊佐市）             |
| 西山野駅   | 8.1      | 30.7     |                                                  | 鹿児島県 | 大口市（現・伊佐市）             |
| 山野駅     | 1.6      | 32.3     |                                                  | 鹿児島県 | 大口市（現・伊佐市）             |
| 郡山八幡駅 | 1.8      | 34.1     |                                                  | 鹿児島県 | 大口市（現・伊佐市）             |
| 薩摩大口駅 | 2.9      | 37.0     | 日本国有鉄道：宮之城線（1987年1月10日廃止）      | 鹿児島県 | 大口市（現・伊佐市）             |
| 西菱刈駅   | 4.8      | 41.8     |                                                  | 鹿児島県 | 伊佐郡菱刈町（現・伊佐市）       |
| 菱刈駅     | 2.5      | 44.3     |                                                  | 鹿児島県 | 伊佐郡菱刈町（現・伊佐市）       |
| 前目駅     | 2.0      | 46.3     |                                                  | 鹿児島県 | 伊佐郡菱刈町（現・伊佐市）       |
| 湯之尾駅   | 2.8      | 49.1     |                                                  | 鹿児島県 | 伊佐郡菱刈町（現・伊佐市）       |
| 稲葉崎駅   | 2.6      | 51.7     |                                                  | 鹿児島県 | 姶良郡栗野町（現・姶良郡湧水町） |
| 栗野駅     | 4.0      | 55.7     | 九州旅客鉄道：肥薩線                             | 鹿児島県 | 姶良郡栗野町（現・姶良郡湧水町） |

## 鉄道代替バス
- 廃線後は水俣 - 久木野駅間（バスは久木野の先の大川まで運行）が九州産業交通（現在の産交バス）、水俣 - 薩摩大口、薩摩大口 - 栗野間が南国交通（南国交通）のバスに転換された。
- バス転換当初は、薩摩布計駅跡は代替バスのルートから外れたため、大口から区間便が設定され専用のマイクロバスが運行されていた。また代替バスのルートから外れた菱刈駅と西菱刈駅を経由して大口 - 栗野を結ぶ路線が設定された。その後赤字補填が終了したことや利用者の減少などにより薩摩布計駅跡行きと西菱刈経由の便は廃止された。
- 現在は水俣 - 久木野駅間をみなくるバス（産交バス）、水俣 - 薩摩大口間を空港バス、薩摩大口 - 栗野間を一般路線バス（南国交通）がそれぞれ鉄道代替バスとして運行している。

## 廃線跡の状況

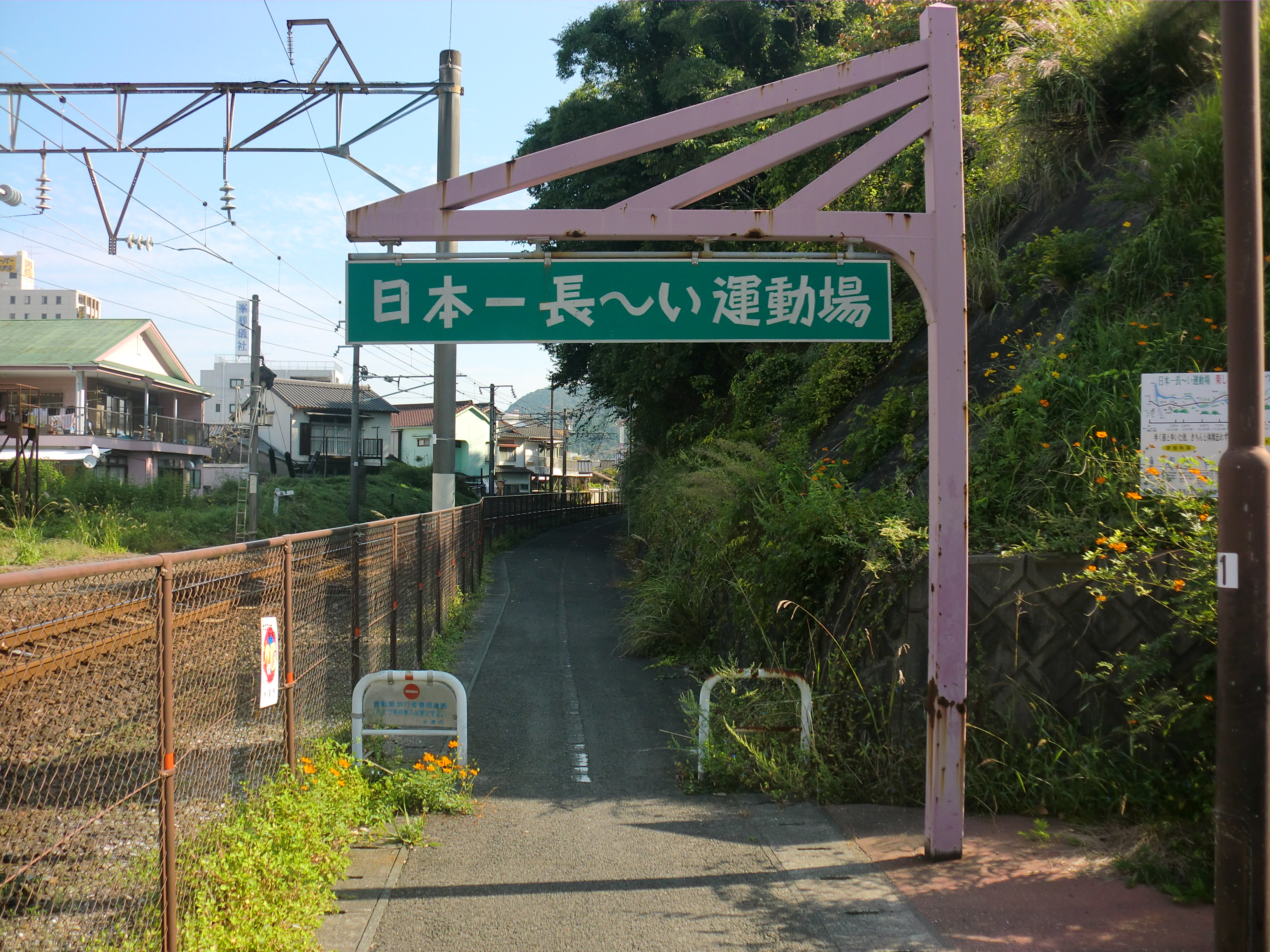
山野線跡に整備された「日本一長〜い運動場」

水俣駅付近から久木野駅跡手前までは、自転車歩行者専用道路「日本一長〜い運動場」として整備されている。水俣駅を出ると鹿児島本線（現在の肥薩おれんじ鉄道）と並走していた。湯出川橋梁は当時の橋脚と橋桁が残存しており、舗装され通行できるようになっている。東水俣駅は休憩所となっており駅舎は建て替えられているが、集落から駅に向かうコンクリートの階段が残存している。肥後深川駅手前にあった水俣川橋梁は当時の橋脚と橋桁が残存しており、舗装され通行できるようになっている。
肥後深川駅は休憩所になり駅舎は残存していないが、脇に当時のホームと切り込み線が残存している。
深渡瀬駅は道路になっているが空き地にホームの一部が土に埋もれながら残存している。深渡瀬駅を出ると宝川内川を一度、久木野川をガーダ橋で二度渡っていたが、当時の橋脚と橋桁が残存しており、舗装され通行できるようになっている。久木野駅手前の第二久木野川橋梁を渡ると自転車歩行者専用道路「日本一長〜い運動場」は終了し、一般道に転用されている。
久木野駅は「棚田の駅 愛林館」となっている。駐車場には当時を再現したホームや車掌車に腕木信号機等が展示されている。また、建物内には当時の駅スタンプが展示されており押印することができる。久木野駅を出るとしばらく県道15号線に転用されるが有木付近から林道となる。第三久木野川橋梁はレールを撤去された以外は当時のまま残存している。ここからはループ線となっていた（通称：大川ループ）。第一大川隧道、第二大川隧道、下日平隧道、日平隧道、久木野隧道が残存している。久木野隧道で鹿児島県に入ると薩摩布計駅に到達する。
薩摩布計駅はホームが残っている。薩摩布計駅を出ると通っていた山野川橋梁、堂原隧道、柴尾隧道は残存している。
西山野駅はホームが残っている。西山野駅を出てしばらくすると車道に転用されている。山野駅手前には牛ノ河川橋梁があったが当時の橋脚と橋桁が残存しており、車道として舗装され通行できるようになっている。
山野駅は鉄道公園として整備されている。
郡山八幡駅は道路になっており遺構はない。
薩摩大口駅は「大口ふれあいセンター」となっておりセンター内の「大口歴史民俗鉄道記念資料館」に山野線や宮之城線の資料が展示されている。また、屋外にも車掌車や腕木信号機にポイントなどが展示されている。宮之城線分岐までは単線並列だった。
菱刈駅は道路になっており遺構はないがA・コープの駐車場に駅跡を示す碑がある。
前目駅は道路になっており遺構はない。湯ノ尾駅手前で舗装道路と別れ未舗装道路となる
湯之尾駅は当時のホームや車掌車に踏切が、保存・展示されている。稲葉崎駅手前から歩行者・自転車専用道「栗野町サイクリングロード」となる。
稲葉崎駅は、歩行者・自転車専用道になっており遺構はない。川内川橋梁は撤去されているが橋脚の基礎部分が残存している。カーブをしながら山野線の終着駅である栗野駅に侵入していた。山野線は栗野駅1番線を使用していた。
また、山野線の枕木7000本は栗野岳の登山口から登山道の途中にある展望台まで「日本一の枕木階段」として使用されている。